# Colpocyclops longispinosus
Colpocyclops longispinosus is een eenoogkreeftjessoort uit de familie van de Halicyclopidae. De wetenschappelijke naam van de soort is voor het eerst geldig gepubliceerd in 1974 door Monchenko.